# Apró Károly
Apró Károly (Zenta, Jugoszlávia, 1982. augusztus 26. –) zenész, basszusgitáros, ének-zene szakos tanár.

## Pályafutása
1982-ben a Szerbia területén található Zentán született, majd Magyarkanizsán (Szerbia) töltötte gyermekkorát szüleivel. 7 éves korában kezdett a zenével foglalkozni. A kanizsai zenei általános iskolában tanult hegedülni. Középiskolás éveiben, 15 évesen vásárolta meg első basszusgitárját, és ekkor döntötte el végérvényesen, hogy csak ezzel szeretne foglalkozni. A középiskola befejeztével gépésztechnikusi végzettséget szerzett.
A Magyar Zeneművészek és Táncművészek Szakszervezetének Kőbányai Zenei Stúdiójába nyert felvételt, és Budapestre költözött. Eleinte amatőr együttesekben játszott, első komolyabb zenekara a Shot Gun. A Dörge Music Show zenekarral már szállodákban, rendezvényeken léptek fel.
Ezután Szegedre költözött és a Szegedi Tudományegyetem Juhász Gyula Pedagógusképző Főiskolájának ének-zene szakát végezte el.
2004-ben Részt vett Oláh Ibolya stúdiólemezének felvételében, melyet 15 állomásos turné követett az egész országban. Később Ganxta Zolinál helyettesített egy ideig. 
2005-ben Gyurik Lajos (a Lord dobosa) megkereste Póka Egont a kőbányai stúdió vezetőjét, aki Őt ajánlotta a Lordban megüresedett basszusgitáros posztra. Azóta a Lord zenekar állandó tagja.
Jelenleg Ernie Ball Music Man Stringray 5 basszusgitáron játszik.

## Hangszerei
- Music Man Stingray 5,
- Alembic Epic,
- Warwick FNA 5,
- Ampeg erősítő.

## Zenekarok
- Shot Gun
- Dörge Music Show
- Oláh Ibolya zenekar (2004)
- Lord (2005-től)